# Abriendo puertas (álbum de Gloria Estefan)
Abriendo puertas es el sexto álbum de estudio y segundo en español de la cantante cubana Gloria Estefan. Fue lanzado mundialmente entre el 26 de septiembre de 1995 hasta el 20 de octubre de 1995, por la compañía discográfica Epic Records.

## Información general
El álbum estuvo bajo la producción de Emilio Estefan, mientras que las canciones fueron compuestas por Kike Santander. El material fue grabado en el Crescent Moon Studios de Miami, Florida. Musicalmente este álbum cuenta con varios estilos latinos de la música del Caribe, provenientes de Venezuela, Cuba, Colombia, Panamá y República Dominicana. La música combina salsas, merengues, vallenatos, cumbias, currulaos, boleros, ritmos afro-cubanos, entre otros. Aunque no se trata de villancicos al uso, las letras de las canciones son la mayoría de temática dedicada a la Navidad o al Año Nuevo.
De las diez canciones del álbum, se publicaron ocho sencillos entre 1995 y 1996, entre ellos: «Abriendo Puertas», «Tres deseos», «Más allá», entre otros, que alcanzaron diferentes posiciones en varias listas musicales internacionalmente, incluyendo algunas en el Billboard.
Se calculan en más de 7 millones de unidades vendidas en el mundo.

## Canciones
| #   | Título                   | Escritor       | Duración |
| --- | ------------------------ | -------------- | -------- |
| 1.  | «Abriendo puertas»       | Kike Santander | 3:52     |
| 2.  | «Tres deseos»            | Kike Santander | 3:32     |
| 3.  | «Más allá»               | Kike Santander | 5:22     |
| 4.  | «Dulce amor»             | Kike Santander | 3:44     |
| 5.  | «Farolito (Little Star)» | Kike Santander | 4:40     |
| 6.  | «Nuevo Día (New Day)»    | Kike Santander | 3:36     |
| 7.  | «La parranda»            | Kike Santander | 4:20     |
| 8.  | «Milagro»                | Kike Santander | 3:38     |
| 9.  | «Lejos de ti»            | Kike Santander | 3:50     |
| 10. | «Felicidad»              | Kike Santander | 5:20     |

### Japón (tema extra)
| #   | Título                                       | Escritor       | Duración |
| --- | -------------------------------------------- | -------------- | -------- |
| 11. | «Abriendo puertas» (Teri's Gettin' Hard Dub) | Kike Santander | 5:13     |

## Fecha de lanzamiento
| Región         | Fecha                    |
| -------------- | ------------------------ |
| Estados Unidos | 26 de septiembre de 1995 |
| Japón          | 19 de octubre de 1995    |
| Mundialmente   | 20 de octubre de 1995    |
| Australia      | 20 de octubre de 1995    |
| Reino Unido    | 26 de septiembre de 1995 |
| Europa         | 20 de octubre de 1995    |

## Posicionamiento
| Lista (1995)                                          | Alta posición |
| ----------------------------------------------------- | ------------- |
| España                                                | 1             |
| Suiza (Top 100 Albums)                                | 16            |
| Bélgica (Top 100 Albums)                              | 24            |
| Reino Unido (Top 75 Albums)                           | 70            |
| Estados Unidos (Billboard 200)                        | 67            |
| Estados Unidos (Billboard: Top Latin Albums)          | 2             |
| Estados Unidos (Billboard: Top Tropical/Salsa Albums) | 1             |

### Certificaciones
| Región         | Proveedor  | Certificaciones |
| -------------- | ---------- | --------------- |
| Argentina      | CAPIF      | Platino         |
| España         | Promusicae | 7× Platino      |
| Estados Unidos | RIAA       | 6× Platino      |
| Europa         | IFPI       | Platino         |
| Países Bajos   | NVPI       | Oro             |